# NGC 4764
NGC 4764 ist eine Elliptische Galaxie vom Hubble-Typ E2 im Sternbild der Jungfrau und etwa 182 Millionen Lichtjahre von der Milchstraße entfernt.
Sie bildet zusammen mit NGC 4761, NGC 4776 und NGC 4778 die „Hickson Compact Group 62“ und wurde im März 1882 von Ernst Wilhelm Leberecht Tempel entdeckt.